# Kepler-421b
Kepler-421b – planeta pozasłoneczna typu gazowy olbrzym odkryta w 2014 w ramach misji Kepler. Jest to pierwsza odkryta planeta tranzytująca, krążąca w pobliżu linii śniegu.

## Nazwa
Pierwsza część nazwy, „Kepler”, oznacza, że planeta została odkryta w ramach misji Kepler, liczba „421” to numer kolejny odkrycia, a litera „b” oznacza, że jest to pierwsza planeta odkryta w tym systemie słonecznym.

## Odkrycie
Planeta została odkryta metodą tranzytową, dodatkowe obserwacje przy zastosowaniu techniki asterodensity profiling pozwoliły także na określenie ekscentryczności jej orbity używając do tego jedynie danych fotometrycznych użytych do jej wcześniejszego wykrycia.

## Charakterystyka
Planeta okrąża gwiazdę Kepler-421 (KOI-1274), chłodnego karła o typie widmowym G9/K0. Okres orbitalny planety wynosi 704,2 dni; znajduje się ona w odległości 1,219+0,089−0,106 j.a. od jej słońca. Planeta najprawdopodobniej przypomina Urana lub Neptuna, a zakładając, że jej albedo jest zbliżone do albedo Urana, temperatura na jej powierzchni wynosi mniej niż 200 K.
Według hipotezy jej odkrywców, planeta prawdopodobnie powstała w tej samej lub bardzo podobnej odległości od gwiazdy, w której znajduje się współcześnie. Jeżeli hipoteza ta jest prawdziwa, to Kepler-421b jest pierwszym odkrytym tranzytującym gazowym olbrzymem, który znacząco nie zmienił parametrów orbitalnych od jego powstania, wszystkie inne znane planety tego typu powstały daleko poza linią śniegu i dopiero w późniejszym czasie, po ich powstaniu znacznie przybliżyły się do gwiazdy w ramach migracji planetarnej.